# Храм Покрова Пресвятой Богородицы (Недельное)
Храм в честь Покрова Пресвятой Богородицы — храм в селе Недельном Малоярославецкого района Калужской области.

## История
Впервые о местной деревянной церкви упоминается ещё в писцовых книгах Оболенского уезда 1627—1628 годов. С 1684 года она принадлежала Новодевичьему монастырю и не раз впоследствии подвергалась ремонту.
Каменная церковь была построена прихожанами в 1804 году. Главный придел был освящён в честь Покрова Пресвятой Богородицы, правый — в честь Святого Николая, левый — в честь Святых мучеников Фрола и Лавра. Церковь имела колокольню, была обнесена оградою с двумя одноэтажными башнями, которые находились с восточной стороны. В одной башне находилась свечная лавка, в другой — церковная библиотека. В 1848 году число башен было доведено до четырёх: были возведены две башни с западной стороны. В 1887 году была возведена часовня в честь коронования Императора Александра Александровича и Императрицы Марии Фёдоровны.
Священники церкви, кроме церковных обязанностей, преподавали в церковно-приходских и земских школах села Недельное и деревень Григорьевской и Новой. Церковный староста Федор Иванович Глазунов, использовав свои средства, позолотил кресты, иконостас, расписал живописью главный престол, возвёл новую ограду с двумя башнями. За свои благодеяния на пользу церкви он в 1908 году был награждён медалью.
20 января 1932 года священник храма Василий Чугаев был приговорён к 3 годам исправительно-трудовых лагерей. Однако службы в храме не были приостановлены. 4 июля 1938 года по приговору тройки УНКВД Московской области был расстрелян последний довоенный настоятель храма — священник Иоанн Лебедев, и с того времени храм стал недействующим (по другим данным, с 1930 года). В его здании был устроен склад под зерно (по другим данным, под склад запасных частей). В декабре 1941 года колокольня пострадала во время боёв за Недельное. Несколько десятилетий без ремонта и обветшание привели к медленному разрушению церкви. К середине 1990-х годов храм порос деревьями и травой, полностью обсыпалась штукатурка.
26 мая 1995 года храм вернули Калужской епархии на основании постановления правительства РФ № 466 от 6 мая 1994 года. Однако несколько лет из-за отсутствия средств восстановление не велось. Все работы по восстановлению церкви взял на себя ОАО «Газпром». С января 2001 года руководство восстановлением храма взял на себя Н. Н. Гуслистый, заместитель председателя Правления ОАО «Газпром». Средства брались из пожертвований предприятий ОАО «Газпром», а также организаций, учреждений и предприятий Калужской области, Москвы и других мест России и зарубежья. Был создан целый храмовый комплекс с воскресной школой, приходским домом, часовней, мини-парком и озером. Росписью храма занимались художники и реставраторы Московского государственного НИИ архитектуры и реставрации. С марта 2001 года до восстановления храма богослужения отправлялись во временном доме. 25 августа 2001 года состоялось торжественное открытие церкви и освящение её Святейшим Патриархом Московским и всея Руси Алексием II. Патриарх подарил храму копию иконы Казанской Божией Матери. Губернатор Калужской области А. Д. Артамонов же вручил в подарок старинную икону вологодских мастеров «Спас Нерукотворный».
На церковной колокольне висят 14 новых колоколов работы воронежских мастеров, крупнейший из которых весит более трёх тонн.

## Приход
Первым настоятелем храма 28 февраля 2001 года был назначен священник Виктор Шишкин. 13 июня 2001 года под председательством епископа Георгия (Грязнова) в селе Недельном проведено собрание, на котором было принято решение об образовании прихода. С 27 мая 2002 года настоятелем церкви является священник Роман Горелов. При храме существует воскресная школа.

## Престольные праздники
1/14 октября — Покрова Пресвятой Богородицы, 9/22 мая и 6/19 декабря — память святителя Николая, архиепископа Мир Ликийских и 18/31 августа — память мучеников Флора и Лавра.